# Luna Mortis
Luna Mortis — американская дэт-метал/хэви-метал-группа из Мадисона, штата Висконсин.

## Как The Ottoman Empire
Группа сформировалась в 2001-м году. Первоначальное название коллектива было The Ottoman Empire. В 2002-м году группа выпускает демо-альбом, получивший название Twice Demo, в 2004-м мини-альбом Curse of the Sun EP, а В 2006-м самостоятельно издает полноформатный дебютный альбом, Way of the Blade и выпускает клип на песню Anemic World с этой пластинки. В июне следующего года группа выступает на американском фестивале Flight of the Valkyries, проходящий в городе Сент-Пол, в штате Миннесота. В 2008-м году коллектив выпускает ещё один мини-альбом The Answer: Does Not Exist.

## Как Luna Mortis
В том же году группа меняет название на Luna Mortis и подписывает контракт со звукозаписывающей компанией Century Media. 10 февраля 2009 года выходит второй полноформатный альбом группы, получивший название The Absence. Альбом был записан и сведен годом ранее Джейсоном Сьюкоф на студии Audio Hammer, во Флориде. На песню Forever More с этого альбома был снят клип. В том же году группа возвращается в Сент-Пол для нового выступления на фестивале Flight of the Valkyries.

## Распад и воссоединение
15 февраля 2010 года Брайан Кёниг объявил на странице группы на MySpace о том, что группа распущена, так как пути членов коллектива разошлись. 11 февраля 2013 года группа через свой профиль Facebook объявила о реюнионе, планах насчет музыкальных фестивалей и работой над новым музыкальным материалом.

## Музыкальный стиль
Музыкальный стиль Luna Mortis часто описывается, как смесь разных жанров. Среди них есть мелодичный дэт-метал, прогрессив-метал и трэш-метал. Вокалистка Мари Зиммер использует как чистый вокал, так и гроулинг. Брайан Кёниг, главный автор песен группы, говорит, что его вдохновляли такие музыкальные коллективы, как Dream Theater, Megadeth, Metallica, Ингви Мальмстин, Джо Сатриани и классическая музыка. Мария Зиммер заявляет, что её вдохновляли At the Gates и Carcass.

## Состав

### Нынешние участники
- Мари Зиммер — вокал
- Брайан Кёниг — гитара
- Кори Шейдер — гитара
- Якоб Бейр — бас-гитара
- Эрик Мэдсен — барабаны

### Предыдущие участники
- Тодд Олсон — гитара, вокал
- Брэд Лупо — гитара
- Пол Клайн — гитара
- Ник Конти — бас-гитара
- Зак Зейвел — барабаны

### Сессионные участники
- Брайан Люмис — барабаны на Way of the Blade
- Френк Грайлон — гитара The Answer: Does Not Exist

## Дискография
- Twice Demo (2002)
- Curse of the Sun EP (2004)
- Way of the Blade (2006)
- The Answer: Does Not Exist EP (2008)
- The Absence (2009)